# Sinningia helleri
Sinningia helleri är en tvåhjärtbladig växtart som beskrevs av Christian Gottfried Daniel Nees von Esenbeck. Sinningia helleri ingår i släktet Sinningia och familjen Gesneriaceae. Inga underarter finns listade i Catalogue of Life.